# Meïssa Mbaye
Pour les articles homonymes, voir Mbaye.
Meïssa Mbaye est un griot et un auteur-compositeur-interprète sénégalais. 

## Biographie
Il est né en 1959 au Sénégal. Meïssa Mbaye, de lignée royale, appartient à une famille de griots.  On le surnomme le Prince des poètes, ainsi que le Léo Ferré africain. Il est auteur, compositeur et multi-instrumentiste. Très jeune, il a été initié par son frère à l’écriture et aux chants religieux et traditionnels de son pays afin de perpétuer et de transmettre l’histoire et la mémoire du Sénégal à son peuple.
Il se dit chanteur, pédagogue et entrepreneur en même temps.

### Kunta Kinté, l'afro-pop
Après avoir commencé à chanter au Sénégal, il fait un passage en France : à Paris et en Occitanie. Il y découvre le jazz, le gospel, la soul musique et le chant classique ainsi que la prose et la poésie occidentale.
En 1986 il crée à Montpellier le groupe Kunta Kinté avec Amadou Mbaye et Babacar Mbaye, un groupe d'Afro-pop.

### Entre Atlanta, Paris et Dakar
Quelques années après, en 1992, il quitte Kunta Kinté et en 1996, il part à Atlanta, aux États-Unis où il va devenir professeur de chants polyphoniques africains après avoir chanté dans les chorales des églises américaines.
En 1999, de retour au Sénégal, il commence son travail sur la poésie de Léopold Sédar Senghor sous forme d’un cycle de conférences intitulées « Senghor, itinéraire d’un enfant nègre ». Ce projet a reçu le soutien du Rectorat de Paris, de l’Unesco et du Printemps des Poètes et en même temps, donne des concerts à Paris.

### Keur Meïssa, Café poésie
Après 2014, au Sénégal il crée au Centre de Dakar Keur Meïssa, un restaurant, centre culturel, centre d'enseignement. L’éducation des jeunes chanteurs lui tient à cœur ainsi que la création des instruments traditionnels sénégalais. Keur Meïssa est un lieu d’échanges culturels. Y  sont programmés notamment des groupes de musique traditionnelle, des conteurs et des poètes s’exprimant dans diverses langues.
Pour le griot, l’enseignement de l’histoire ou des valeurs léguées par les ancêtres est indissociable de la création artistique qui l’enveloppe. Plus la musique est belle, plus elle soutient des paroles choisies, mieux l’auditoire est pénétré du sens et du sentiment de l’orateur.

## Albums
- Night in Casamance[10]

Dans Night in Casamance, il chante en mandingue, créole, wolof, arabe et français. Il appelle ses compatriotes à la concorde : ess chansons ont toutes un dénominateur commun : l'unité et la paix
- Entre Seine et Sine[12]

C'est un album sur la Négritude qui a été Sélection printemps des poètes 2005, et a reçu le Prix IFCIC de l’UNESCO. « Femme noire », « Thiaroye », « Joal » figurent parmi les dix poèmes les plus connus de Léopold Sédar Senghor « que l’artiste franco-sénégalais Meïssa Mbaye a mis en musique dans l’album intitulé Entre Seine et Sine ». Il réalise ainsi un hommage à l'un des Pères de la négritude, en prélude aux festivités de 2006, qui marqueront le centenaire de sa naissance survenue le 9 octobre 1906. On y retrouve des mélodies métisses où la kora, le xalam (guitare à deux cordes), l’accordéon ou le violon s’intègrent harmonieusement.
- Back to Africa[15]

Back to Africa est un album célébrant les retrouvailles de cousins séparés par les siècles et les eaux, celles du tragique Atlantique noir. Cet opus s’inspire de l’anthologie de l’universitaire Daouda Ndiaye, « Le retour du pigeon voyageur », recueil de textes traduits en wolof des auteurs surgis de l’autre côté de l’océan, héritiers d’une diaspora disséminée du nord au sud de l’Amérique.
- Emotions Blanches et Nègres.

Ce projet musical et pédagogique rend hommage à deux grands maîtres du verbe en musique : Léopold Sédar Senghor et Paul Valéry.
Cette activité multiculturelle a démarré en août 2014 : Elle a permis la réalisation de résidences artistiques de Meïssa avec l’orchestre national du Sénégal et des concerts, notamment à Sète ville de naissance de Paul Valéry, dont Meïssa est citoyen d'honneur.

## Discographie[16]
- avec le groupe Kunta kinte, trois albums : Sénégal, Siraya, Occitan'Africa
- Night in Casamance
- Entre Seine et Sine
- Back to Africa
- Émotions blanches et nègres